# 요시오카 마오
요시오카 마오(吉岡 真央, よしおか まお)는 일본의 언론인이자 NHK 소속의 여성 아나운서이다.
일본 후쿠이현 후쿠이시에서 태어났다. 그녀는 호쿠리쿠 중학교·호쿠리쿠 고등학교를 졸업하고 게이오기주쿠 대학 법학부 법률학과 졸업을 했다.
2018년에 NHK에 입사를 했다. 첫 부임지인 NHK 고치 방송국에서 아나운서로써 시작을 했다. 2018년 6월부터 2022년 3월 31일까지 있다가  조직개편과 봄 개편에 따라 도쿄로 옮기면서 뉴스 워치 9의 리포터와 2022년 4월부터 토요일에 새로 신설되는 『세러데이 워치 9』의 캐스터가 되었다.
애칭은 마오(まお), 마오짱(マオちゃん), 요시마오(よしまお)이다. 아나운서 이전에 쓰보타 발레 학원 졸업생으로 15년 이상 클래식 발레를 했었다. 취미와 특기는 춤추기로 장르를 불문하고 춤을 추며, 고등학교 시절에 서예부 경험이 있다.

## 프로그램 경력

### NHK 고치 방송국시절
- 고치현 뉴스 및 중계,리포터(2018년 6월~2022년 3월 31일)

### 도쿄 NHK 아나운서실 시절
- 뉴스 워치 9 리포터(2022년 4월 4일~)
- 토요 워치 9 리포터(2022년 4월 2일~)

## 공식 사이트
- NHK 아나운서・요시오카 마오
- NHK 고치 방송국 아나운서・요시오카 마오